# Методи Савов
Методи Стефанов Савов е български алпинист. Изкачил е Еверест, два пъти северната стена на Айгер (първо българско изкачване с Иван Вълчев и Спас Малинов) и 4 седемхилядника.

## Биография
Методи Савов е роден на 25 май 1947 г. в София. Започва да катери скалите на Лакатник, когато е 16-годишен. С алпинизъм се занимава от 1966 г. Изкачва два пъти северната стена на Айгер – през 1975 г. (първо българско с Иван Вълчев и Спас Малинов) по класическия маршрут и през 1978 г. (тримата и първата българка Мария Христова) по японската диретисима. Изкачил е 4 седемхилядника: два пъти вр. Ленин (7134 м) (днес Ибн Сина или Авицена), два пъти вр. Комунизъм (сега Исмаил Самани) (7495 м), вр. Корженевска (7105 м) и вр. Ношак (7492 м). Участник в експедицията на Лхотце през 1981 г.
Участва в двете национални експедиции на Еверест. През 1984 г., след гибелта на Христо Проданов, изкачва върха на 8 май по западния гребен в свръзка с Иван Вълчев, но при слизането по южния едва не загива след нощувка на открито на 8750 м. Спасен е в последния момент от Николай Петков и Кирил Досков, като измръзването на краката му води до частична ампутация на стъпалото. Впоследствие се откъсва временно от алпинизма. През 1987 г. заедно с Дончо Папазов плава с яхтата „Тивия“ от Созопол до Буенос Айрес. През 1988 и 1989 г. води две зимни експедиции по южната стена на Анапурна. През 2004 отново е ръководител на втората национална експедиция до Еверест, когато четирима души успяват да качат върха, но смъртта на един от тях, Христо Христов, както и скандалите около експедицията, помрачават успеха и повече национални експедиции не се организират.
От 1981 г. е оператор в Българската национална телевизия. Впоследствие се занимава с хлебопроизводство. Бил е директор на спортната база „Белмекен“ от 2001 до 2006 г. Автор е на книгите „Айгер – една мечта“ и „Еверест – българският път“.
Награден е с орден „Народна република България“ II степен и „Георги Димитров“. Заслужил майстор на спорта.